# Station Edgeworthstown
Station Edgeworthstown (ook Mostrim) is een spoorwegstation in Edgeworthstown in het Ierse graafschap Longford. Het station ligt aan de lijn Dublin - Sligo. Het station wordt bediend door de intercity tussen Dublin en Sligo. Daarnaast gaan er 's ochtends vanaf Longford extra stoptreinen richting Dublin, die 's avonds weer teruggaan tot Longford. 